# Brzozowo, Gmina Przybiernów
Brzozowo [bʐɔˈzɔvɔ] (tiếng Đức: Bresow)  là một ngôi làng ở quận hành chính của Gmina Przybiernów, trong Goleniowski, Zachodniopomorskie, ở tây bắc Ba Lan. Nó nằm khoảng 5 kilômét (3 mi)  phía bắc Przybiernów, 28 km (17 mi) về phía bắc Goleniów và 44 km (27 mi) phía bắc thủ đô khu vực Szczecin.